# Головченко, Валентин Васильевич
Головченко Валентин Васильевич (6 августа 1940, г. Могилёв-Подольский, УССР)— украинский учёный-юрист.

## Биография
Родился в городе Могилёве-Подольском, Винницкой области в семье военнослужащего. Юность провёл в селе Бирино, Новгород-Северского района Черниговской области и в городе Новгороде-Северском, где окончил медицинское училище, получив специальность фельдшера. Родители: Мать-Феськова Анна Дмитриевна, медицинский работник; отец — Головченко Василий Леонтьевич, офицер, командир роты, погиб под Херсоном в рукопашном бою в сентябре 1941 года, защищая Родину от немецко-фашистских захватчиков. Родители по матери и отцу - крестьяне. Прадед Феськов Роман Харитонович в прошлом был волостным писарем и волостным судьей. В марте 1911 года чрезвычайным Новгород-Северским уездным собранием Феськов Р.Х. избирался попечителем Биринского земского начального училища. В то же время тем же собранием Н.К. Ушинская (дочь известного юриста и педагога К. Ушинского) — попечителем Богдановского училища. Дед — Феськов Дмитрий Романович, унтер-офицер царской армии, плотник, мастер по изготовлению возов и сельхозинвентаря. Дед по отцу — Головченко Леонтий Кондратьевич. Оба — участники Первой и Второй мировых войн. Дочери Валентина Васильевича — Анна (психолог), Ольга (юрист).
Высшее юридическое образование по специальности "правоведение" получил в Пермском Государственном университете им. А.М. Горького (1962-1968). Работал в органах прокуратуры и юстиции городов Перми и Чернигова. В 1983 году окончил аспирантуру Института государства и права АН Украины и защитил кандидатскую диссертацию по специальности теория и история государства и права; история политических и правовых учений. В 1993 году решением ВАК Украины присвоено ученое звание "Старший научный сотрудник". 28 сентября 2004 года решением Учёного Совета Межрегиональной Академии управления персоналом (МАУП) при Международной Кадровой Академии присвоено учёное звание «профессор».

## Научно-педагогическая деятельность
- 1980—1997 — научный, старший научный сотрудник Института государства и права НАН Украины;
- 1983—1987 — преподаватель и основатель кафедры права киевского государственного Медицинского Университета им. А.А. Богомольца;
- 1995—1997 — преподаватель права Института лингвистики и права (Киев);
- 1997—2003 и 2006—2011 — научный консультант судей  Конституционного Суда Украины;
- 2003—2006 — декан и профессор Института права МАУП. В дальнейшем — профессор и член специализированных учёных советов по защите диссертаций при данном высшем учебном заведении. влялся научным руководителем и официальным оппонентом при защите четырнадцати диссертаций на соискание учёной степени кандидата юридических наук и доктора философии в области права.

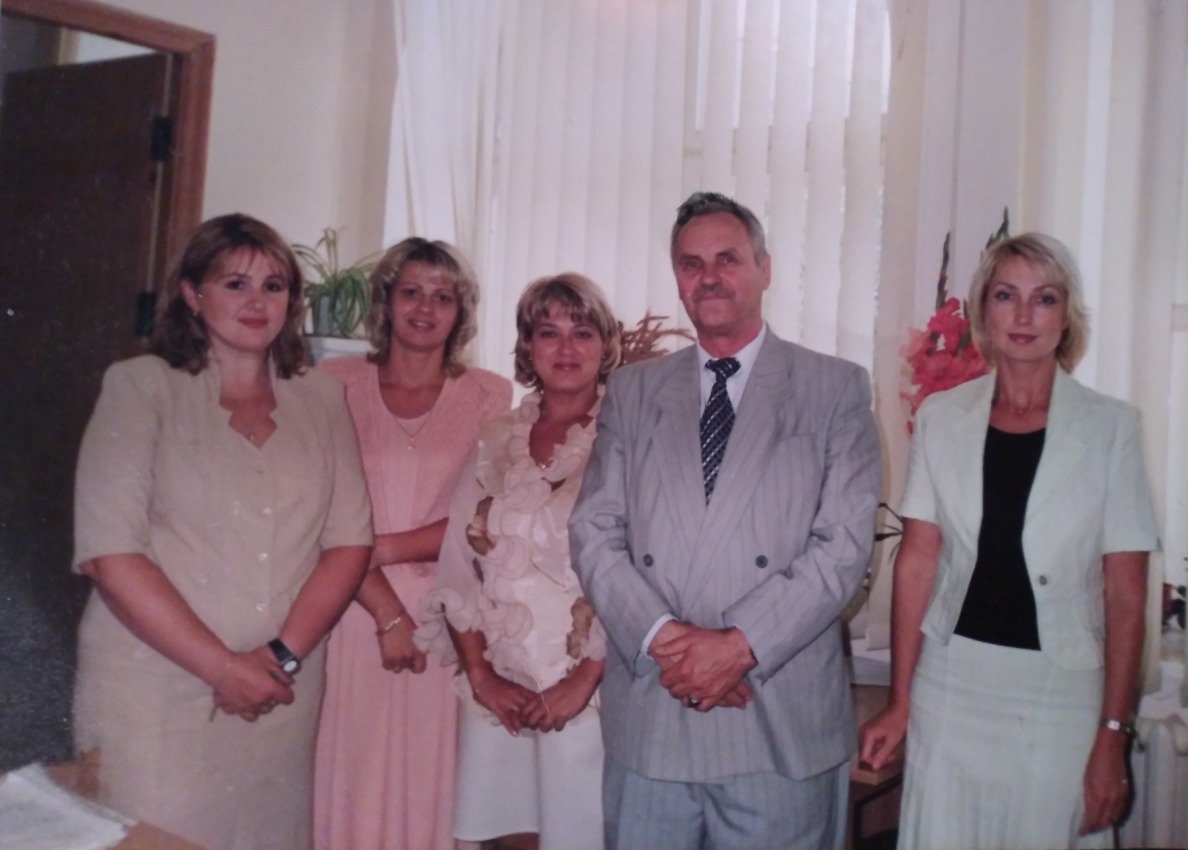
Декан Головченко В.В.

Основные направления научной деятельности: теория государства и права, правовая культура, эффективность законодательства, конституционное право, права человека.
За многолетнюю научно-исследовательскую работу, активное участие в анализе актуальных социально-правовых проблем двенадцать раз был отмечен грамотами Института государства и права им. В.М. Корецкого, Профсоюзом работников госучреждений города Киева, дипломом, грамотой и благодарностью Председателя Конституционного Суда Украины.
В.В. Головченко был автором (соавтором) семнадцати монографических научных работ, из них шесть — методические пособия. Являлся инициатором и участником ряда конкретно-социологических исследований среди судей и студенческой молодежи Украины. Их тематика связана с анализом состояния правовой культуры молодежи, других категорий населения и общества, защитой прав и свобод человека, эффективностью правового воспитания молодежи, другими проблемами. За высокий уровень анализа политико-правовых проблем, статей, посвященных защите международных стандартов и культуры юридической деятельности В.В. Головченко неоднократно признавался одним из лучших авторов газеты "Юридический вестник Украины". Такие выводы делались на основании анкетного опроса читателей, экспертных оценок и мнения юридической общественности.
В целом подготовлено и издано монографической продукции объёмом более 140 авторских листов. Среди наиболее известных работ автора можно отметить следующие издания: "Юридическая терминология" (1998); "Эффективность правового воспитания: понятие, критерии, методика измерения"(1985); "Законодательство: проблемы эффективности" (1986); Популярная юридическая энциклопедия" (2002); "Правовая энциклопедия школьника" (2005); "Правовое воспитание учащейся молодежи: вопросы методологии и методики" (1993); "Право в жизни человека" (2005); "Правоприменение и защита прав человека" (2012) и другие. Является автором многочисленных научных и публицистических статей, методических рекомендаций по вопросам конституционного судопроизводства, теории и социологии права, правового воспитания и правовой культуры молодёжи.

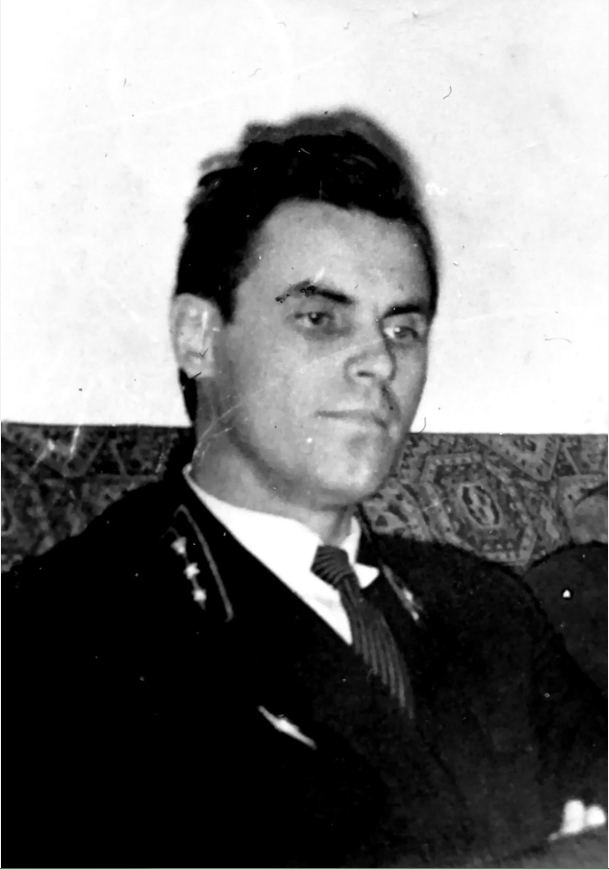
Валентин Головченко - следователь прокуратуры

По результатам пятого Всеукраинского конкурса на лучшее юридическое издание 2002/2003 годов Союзом юристов Украины был удостоен премии в номинации «Юридические коллективные издания» за коллективную монографию «Систематизация законодательства Украины: проблемы и перспективы совершенствования». Как научный консультант принимал непосредственное участие в подготовке таких успешно реализованных законопроектов: «Об образовании», «О высшем образовании», «О благотворительной деятельности», «Об информации», «Основы законодательства об охране здоровья», «О туризме и туристической деятельности» и других. За весомый личный вклад в развитие конституционных основ государственности, многолетний труд и высокий профессионализм Указом Президента Украины №549/2007 от 22 июня 2007 года  присвоено почётное звание «Заслуженный юрист Украины». Долголетний и добросовестный труд Головченка В.В. отмечен медалью «Ветеран труда».
10 июня 2005 года Американским биографическим Институтом за значительные профессиональные достижения Головченко В.В. был признан достойным почётного звания «Человек года 2005». Является членом Союза юристов Украины (удостоверение № 00053).

## Участие в международных конференциях
- «Изучение молодёжи в современных условиях: вопросы методологии и методики» — Киев, 11-13 октября 1995 г.
- «Государственно-правовая реформа в Украине» — Киев, 19 ноября 1997 г.
- «Современные проблемы развития юридической науки», Киев, 13-14 мая 1999 г.
- «Современная семья в условиях трансформации общества» — Киев, 3-5 октября 1998 г.
- «Европа-Япония-Украина: пути демократизации государственно-правовых систем» — Киев, 17-20 октября 2000 г.
- «Детство в Украине: права, гарантии, защита» — Киев, 14-18 ноября 2000 г.
- «Выборы и референдумы в Украине: законодательное обеспечение, проблемы реализации и пути совершенствования» — Киев, 13-15 ноября 2002 г.
- «Становление и развитие украинской государственности: история, современность, зарубежный опыт» — Киев, 6 ноября 2014 г.
- «Украинское общество: контуры инновации» — Киев, 30 марта 2017 г.
- «Правовое образование: эволюция, современное состояние, перспективы развития» — Киев, 27 апреля 2017 г., и другие.
- Будущее правовой системы Украины. - Киев,15-16 марта 1996 г.